# 高澤等
高澤 等（たかさわ ひとし、旧姓：千鹿野等　1959年6月12日 - ）は、日本の歴史研究家。日本家紋研究会会長。1959年埼玉県飯能市に生まれ、錦城高校卒業、城西大学中退
。
家紋分野ではフィールドワークで収集した膨大な家紋データに基づく研究スタイルを得意とし、その使用家や分布などの統計を用いて家紋研究・姓氏研究を行っている。著書『家紋の事典』では、沼田頼輔の『日本紋章学』以来ほとんど書き換えられず定説化していた説にも、積極的に新説を唱えて家紋研究に一石を投じている。
家紋だけでなく戦国史、姓氏、地名、風俗にも造詣が深くマルチな視点で著作活動を行っている。また『戦国武将　敗者の子孫たち』、『新・信長公記』など戦国時代関連の著書では独特の視点で積極的に新説を発表している。

## 主な著作
- 「家紋の事典」東京堂出版　2008年　ISBN 9784490107388
- 「苗字から引く家紋の事典」東京堂出版　2011年　ISBN 9784490107821
- 「新・信長公記」ブイツーソリューション、2011年　ISBN 9784434156250
- 「イラスト図解　家紋」日東書院　2011年　ISBN9784528019348
- 「家紋歳時記」洋泉社 2011年　ISBN 9784862488404
- 「戦国武将　敗者の子孫たち」洋泉社 2012年　ISBN 9784800300287
- 「家紋のすべてがわかる本」PHP研究所 2012年　ISBN 9784569807140
- 「日本の名字・家紋大事典」ユーキャン 2017年
- 「面白いほどよくわかる！家紋と名字」森岡浩と共著 西東社 2019年　ISBN 9784791628889
- 「家紋大事典」東京堂出版　2021年　ISBN 9784490109290
- 「神紋でたどる神様・神社お詣り図鑑」二見書房 2023年 ISBN 9784576230818
- 「ルーツがわかる 家紋と名字」宝島社文庫 2024年 ISBN 9784299056665

## その他
- 「直江兼続ガイドブック」（直江兼続家紋の謎）新人物往来社　2008年 ISBN 9784404036285
- 「月刊歴史読本」（家紋拾遺譚）：2008年～2014年　新人物往来社
- 日本野鳥の会会誌「野鳥」2009年1月号　特集：「紋に見る日本人の自然観」
- 「家紋歳時記」　時事通信社　2009年1月1日～12月31日まで連載
- 「月刊歴史読本」2010年1月号：「日本の苗字」巻頭総論他　新人物往来社
- 「月刊ジパング倶楽部・家紋」2010年4月号～2011年3月号　交通新聞社
- 「歴史REAL Vol.3」 （戦国大名家紋図鑑）洋泉社 2011年　ISBN 9784862487582
- 「歴史人」（戦国武将家紋の真実）2013年3月号　ＫＫベストセラーズ
- 「一個人」（日本人の名字と家紋の謎）2013年12月号　ＫＫベストセラーズ
- 「別冊宝島　家紋と名字」2014年　宝島社
- 「知っておきたい家紋と名字」2016年　宝島社
- 「日本人の名字と家紋」2017年　プレジデント社
- 「歴史人」（戦国武将の家紋の謎）2018年2月号　ＫＫベストセラーズ
- 「歴史道」（家紋と名字の日本史）2020年　朝日新聞出版
- 「歴史人」（名字と家紋の真実）2021年2月号　ABCアーク

## メディア
- 「鈴木淑子の地球は競馬でまわってる」2016年12月16日放送　ラジオNIKKEI
- 「ファミリーヒストリー」（桂歌丸 遊郭に生まれて 祖母・タネの人生）2017年12月20日放送　ＮＨＫ
- 「ブラタモリ」（京都・西陣～織物の町・西陣はどうできた？～）2019年7月13日放送　ＮＨＫ
- 「JAM The World」（家紋のデザインについて）2020年1月7日放送　J-WAVE
- 「小峠英二のなんて美だ!」（家紋）2022年8月30日放送　TOKYO MX
- 「チコちゃんに叱られる!」（家紋の謎）2023年2月17日放送 ＮＨＫ